# Hotel Kaszubski w Pucku
Hotel Kaszubski – zabytkowa kamienica w Pucku. Została wybudowana w XIX wieku. Mieści się przy pl. Stary Rynek 21. Od 1971 widnieje w rejestrze zabytków.
Na parterze znajduje się sklep „MW Artykuły papiernicze i dekoracyjne” Marii Wendt.